# August Prokop
August Prokop (15. srpen 1838 Jihlava – 18. srpen 1915 Gries u Badenu) byl přední moravský a rakousko-uherský kunsthistorik, architekt a puristický restaurátor působící především v Brně.

## Život
Studoval v Olomouci a Brně, kde v roce 1858 maturoval. Ve Vídni vystudoval v letech 1863–1865 Polytechnický institut a Akademii výtvarných umění. 
Od roku 1867 žil v Brně, v roce 1892 se přestěhoval do Vídně, kde působil jako pedagog a později rektor Vysoké školy technické. 
Zastával mnoho veřejných funkcí. V letech 1882–1892 byl ředitelem Moravského průmyslového muzea v Brně. V období 1892–1905 přednášel na Vysoké škole technické ve Vídni, 1896–1897 byl jejím rektorem.

## Dílo

### Novostavby
U novostaveb (především rodinné a nájemní domy) vycházel z neorenesance.
- 1867: Nová synagoga ve Velkém Meziříčí
- 1867–1878: Tělocvična Pod Hradem v Údolní ulici v Brně
- 1969-1871: Lobkovická hrobka v Netíně
- 1873: Zámeček v Rantířově u Jihlavy
- 1884: Vila cukrovarníka Hermanna Redlicha ve Slavkově u Brna
- 1880–1881: Kostel svatého Mikuláše ve Tvarožné

### Restaurování a přestavby
Věnoval se restaurování starších, především gotických památek. Je představitelem přísného restaurátorského purismu. 
- 1888: Berglův palác na Moravském náměstí v Brně
- 1889–1899: restaurování Katedrály sv. Petra a Pavla v Brně
- 1890–1891: přestavba zámku Mitrov
- 1892: přestavba a rozšíření Moravského průmyslového muzea v Brně

### Knižní tvorba
- Burgen und Schlösser Mährens ; hrsg. von dem Mähr. Gewerbe-Museum unter Leitung A. Prokops. Svazek I-III. Brünn: Mähr. Gewerbe-Museum / Rudolf M. Robrer, 1888. Dostupné online. Sv III.: . (německy) Obrazová publikace s fotografiemi moravských hradů a zámků a kresbami šlechtických znaků.
- PROKOP, August. Die Burg Pernstein, und die Kirchen in Doubrawnik und Vorkloster. Brünn: Rudolf M. Robrer, 1889. 16 s. Dostupné online. (německy)
- PROKOP, August. Die Markgrafschaft Mähren in Kunstgeschichtlicher Beziehung. Svazek I-IV. Wien: Rudolf M. Robrer, 1904. Dostupné online. (německy) Volně česky přeloženo Markrabství moravské z kunsthistorického hlediska. Dvě knihy o 4 částech s bohatým vyobrazením. Druhá kniha (3. a 4. svazek) dostupná online.

## Fotogalerie

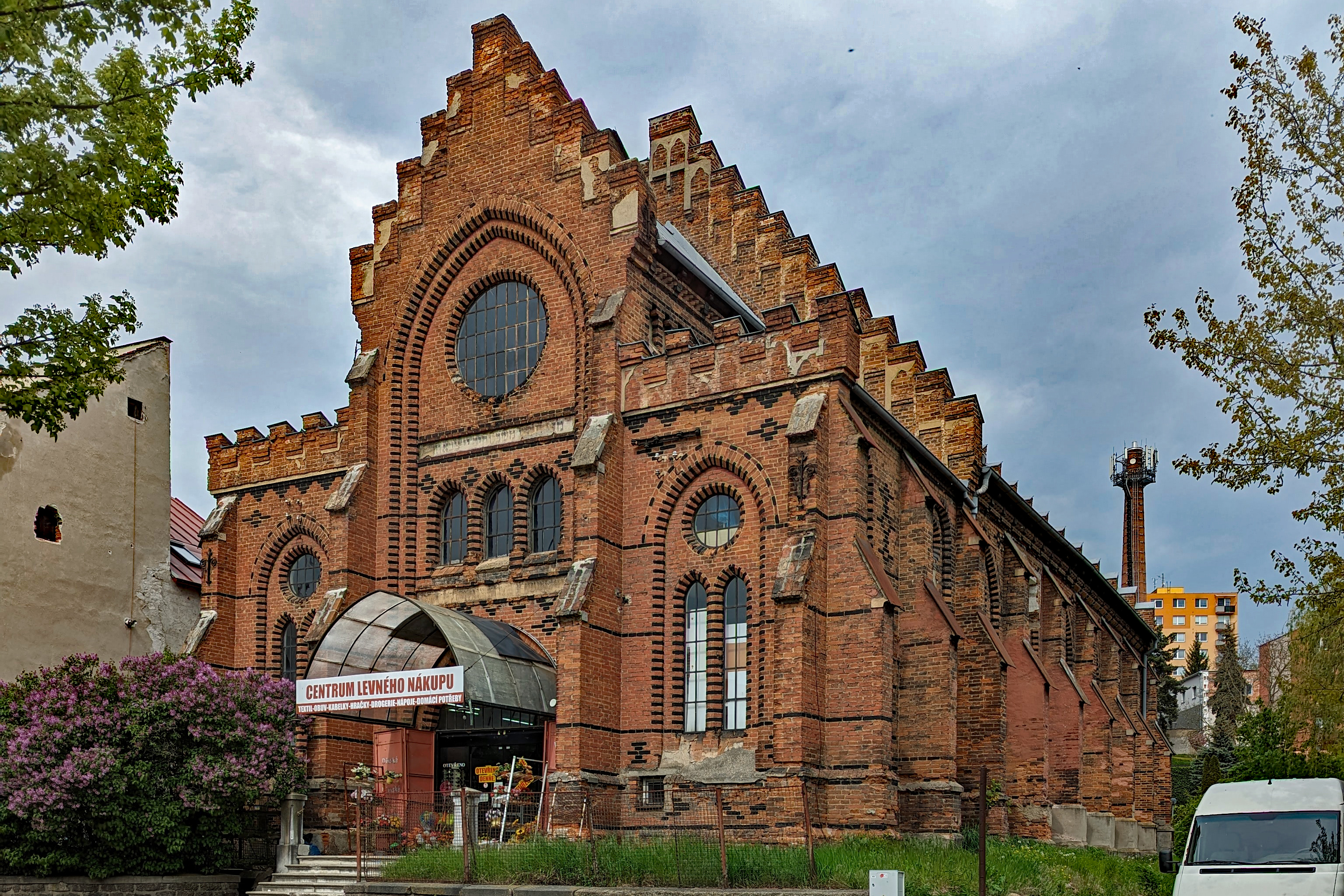
Nová synagoga ve Velkém Meziříčí
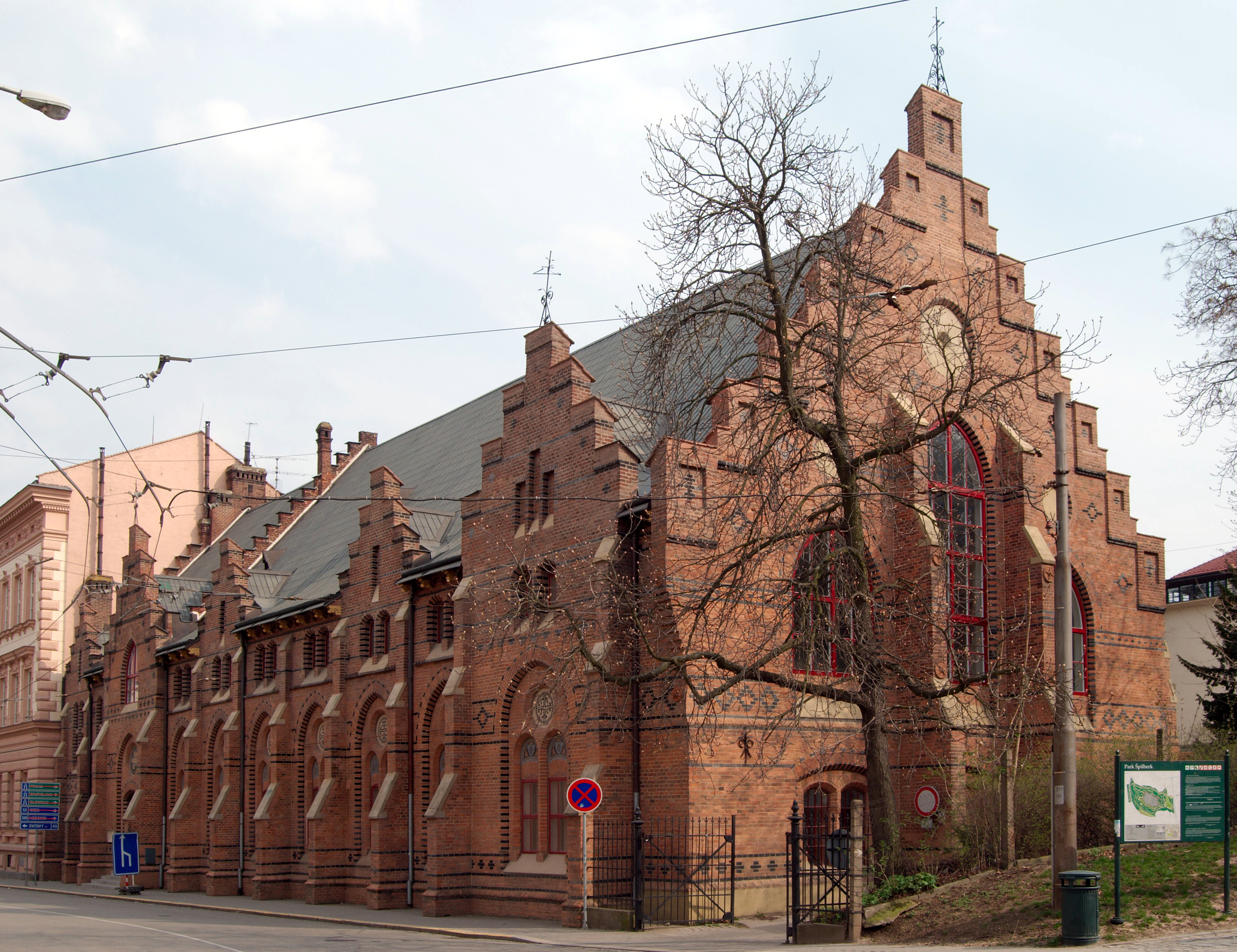
Tělocvična Pod Hradem v Brně
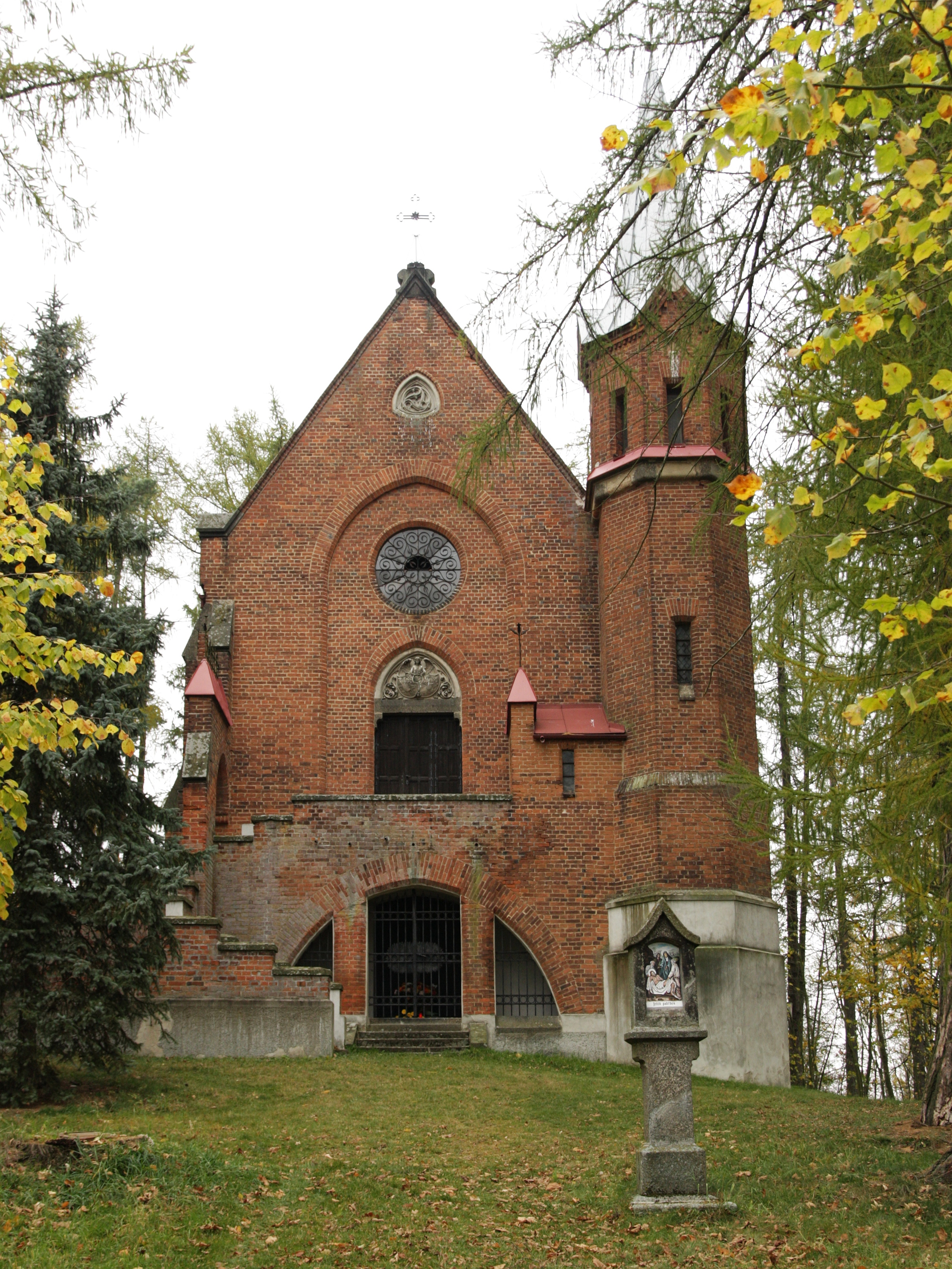
Lobkovická hrobka v Netíně
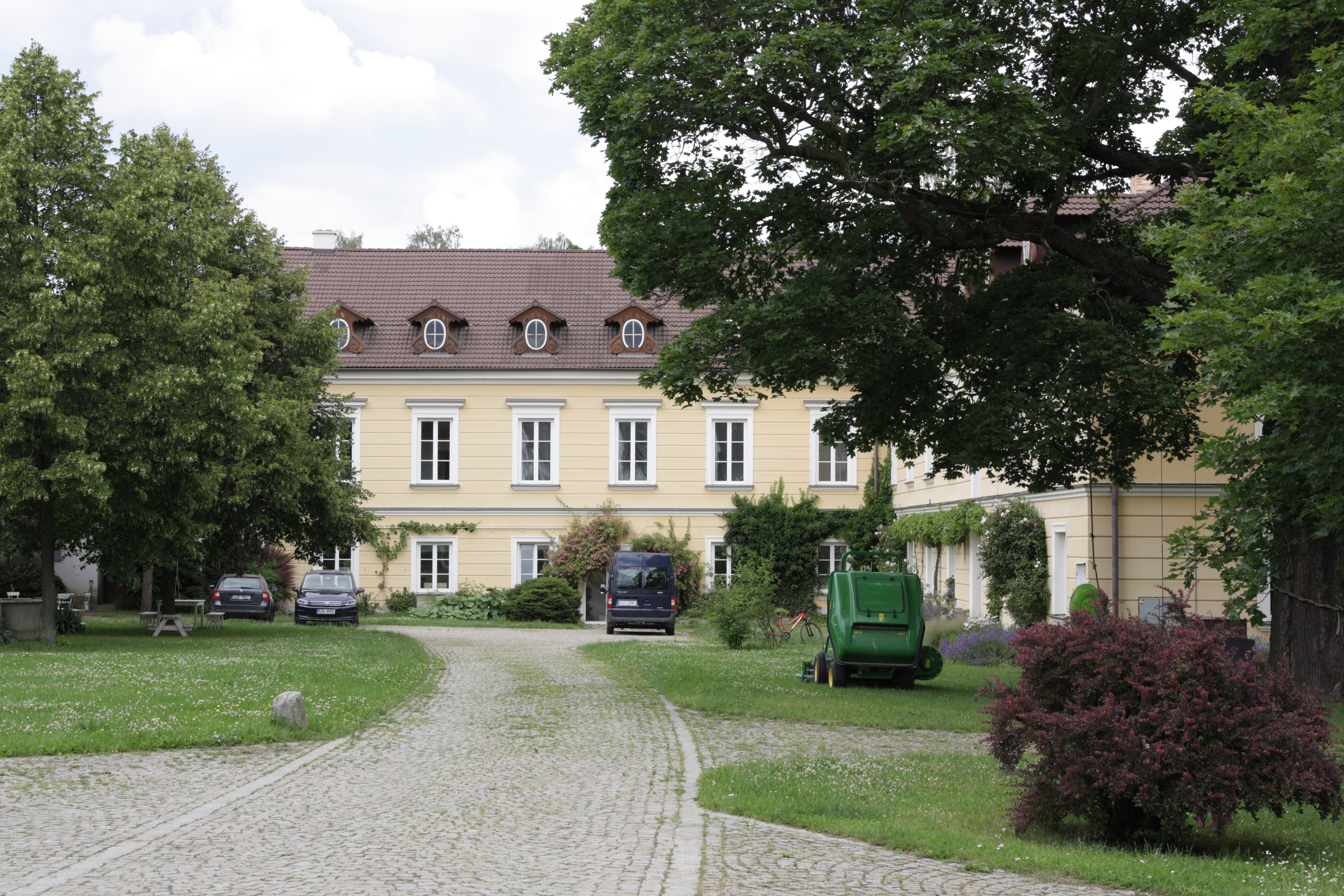
Zámeček v Rantířově
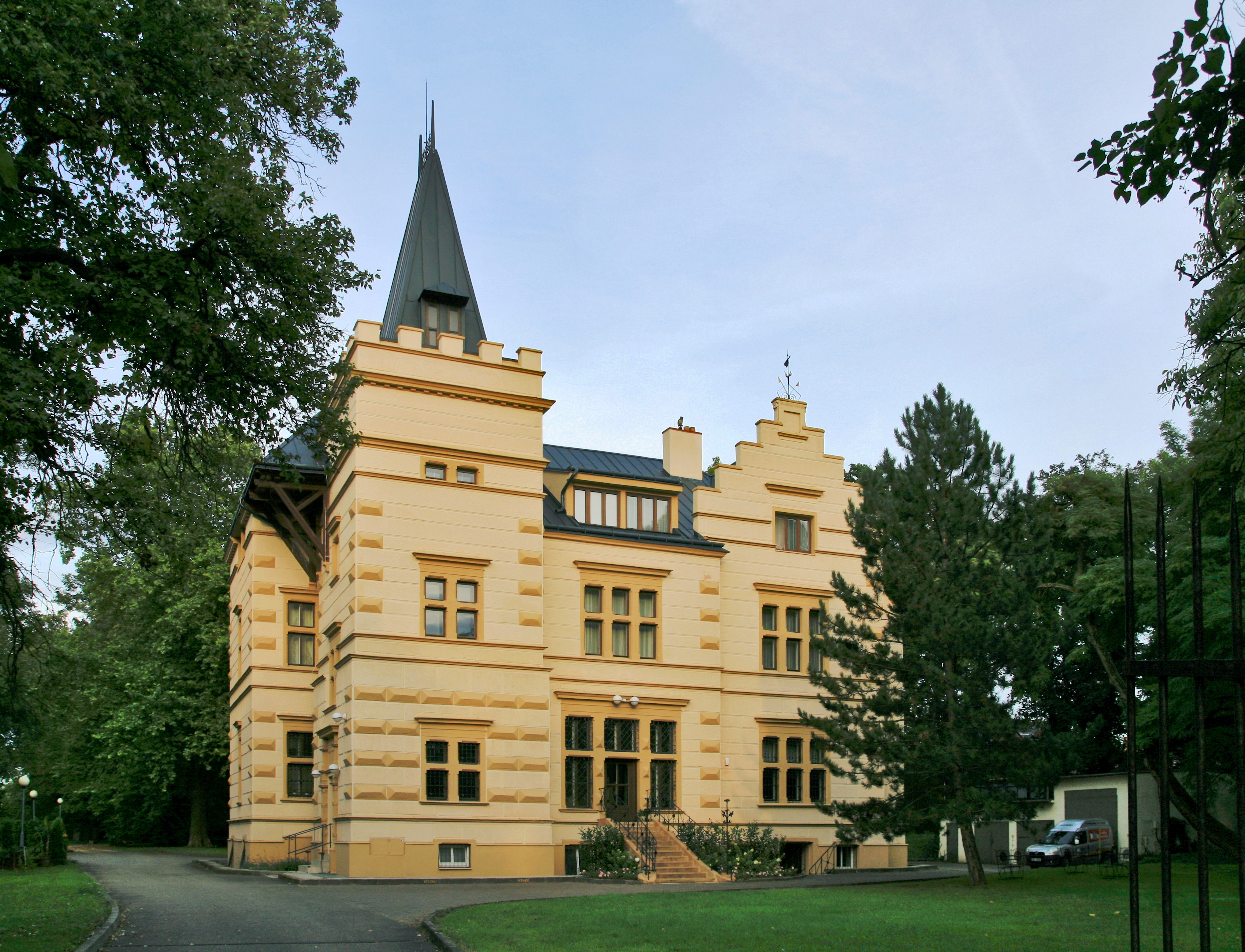
Vila Hermanna Redlicha ve Slavkově
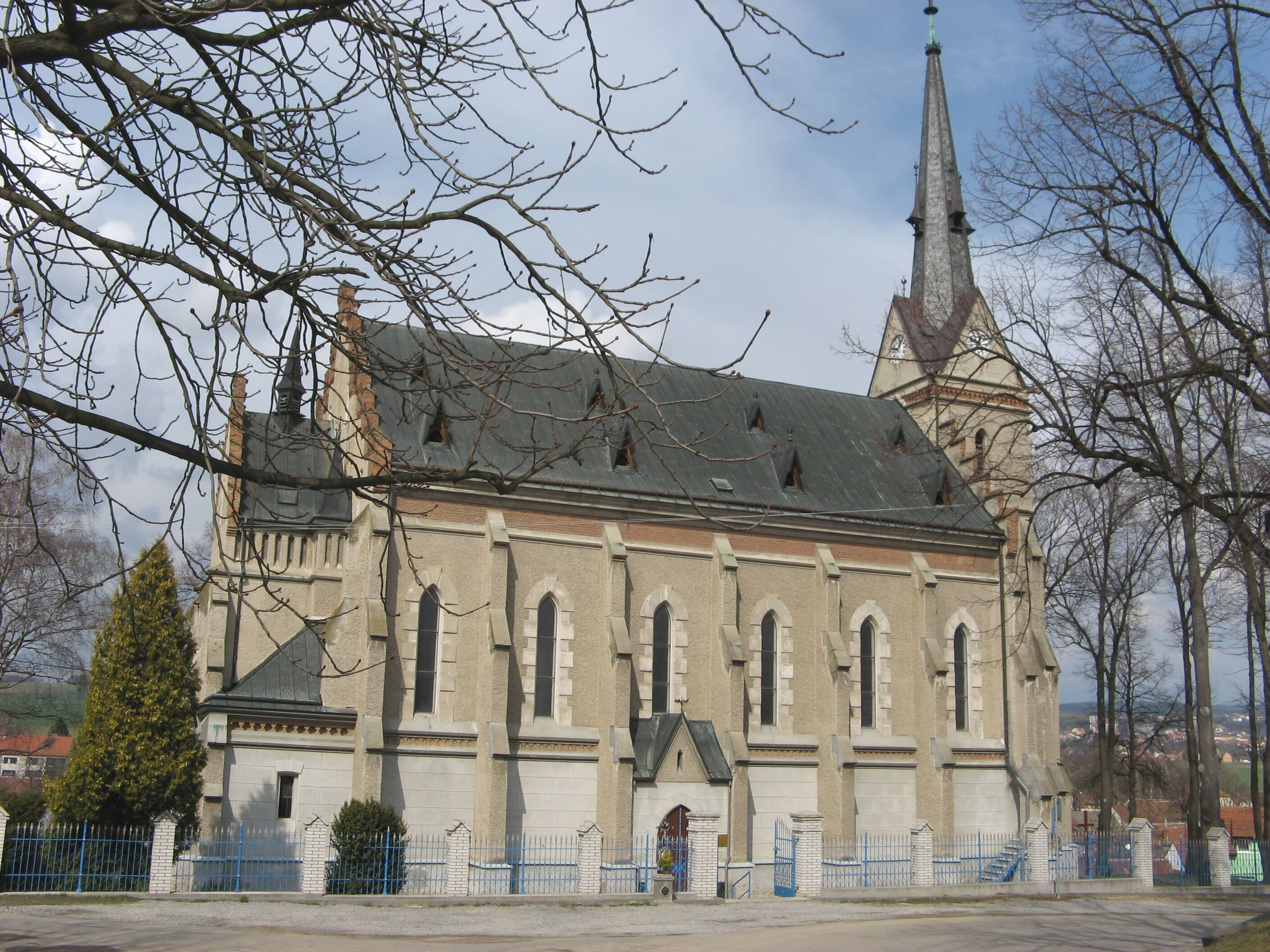
Farní kostel ve Tvarožné